# Bezirk Kałusz

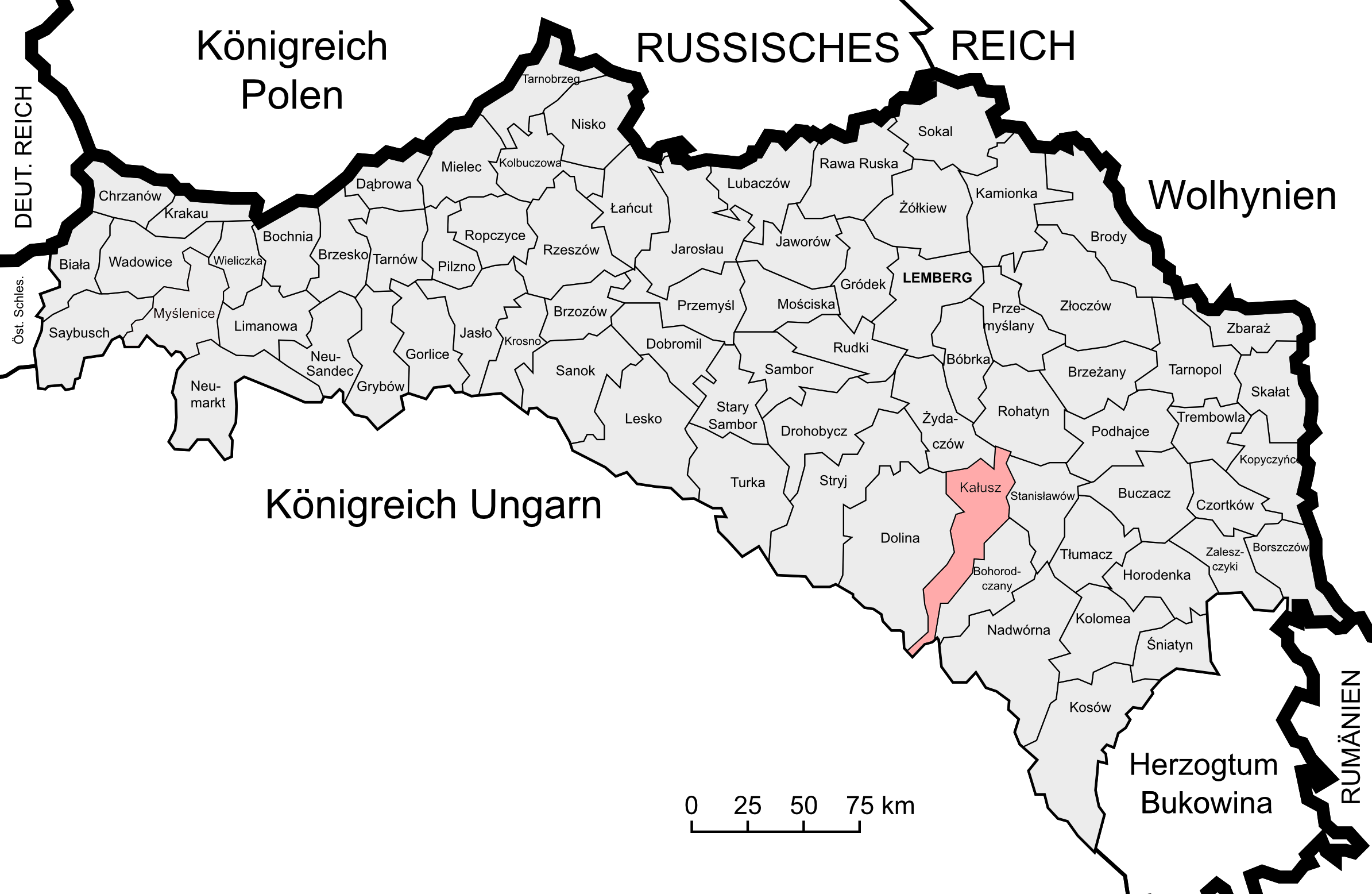
Lage des Bezirks Kałusz im Kronland Galizien und Lodomerien

Der Bezirk Kałusz war ein politischer Bezirk im Kronland Galizien und Lodomerien. Sein Gebiet umfasste Teile Ostgaliziens in der heutigen Westukraine (Oblast Iwano-Frankiwsk, Rajon Kalusch sowie Teile des Rajons Roschnjatiw, des Rajons Bohorodtschany und des Rajons Halytsch), Sitz der Bezirkshauptmannschaft war der Ort Kałusz. Nach dem Ersten Weltkrieg musste Österreich den gesamten Bezirk an Polen abtreten.
Er grenzte im Nordosten an den Bezirk Żydaczów, im Osten an den Bezirk Stanislau, im Südosten an den Bezirk Bohorodczany, im Süden an das Königreich Ungarn sowie im Westen an den Bezirk Dolina.

## Geschichte
Ein Vorläufer des späteren Bezirks (Verwaltungs- und Justizbehörde zugleich) wurde zum Ende des Jahres 1850 geschaffen, die Bezirkshauptmannschaft Kałusz war dem Regierungsgebiet Stanislau unterstellt und umfasste folgende Gerichtsbezirke:
- Gerichtsbezirk Kałusz
- Gerichtsbezirk Woyniłow
- Gerichtsbezirk Żurawno

Nach der Kundmachung im Jahre 1854 kam es am 29. September 1855 zur Einrichtung des Bezirksamtes Kałusz (weiterhin für Verwaltung und Gerichtsbarkeit zuständig) innerhalb des Kreises Stryj.
Nachdem die Kreisämter Ende Oktober 1865 abgeschafft wurden und deren Kompetenzen auf die Bezirksämter übergingen, schuf man nach dem Österreichisch-Ungarischen Ausgleich 1867 auch die Einteilung des Landes in zwei Verwaltungsgebiete ab. Zudem kam es im Zuge der Trennung der politischen von der judikativen Verwaltung zur Schaffung von getrennten Verwaltungs- und Justizbehörden. Während die gerichtliche Einteilung weitgehend unberührt blieb, fasste man Gemeinden mehrerer Gerichtsbezirke zu Verwaltungsbezirken zusammen.
Der neue politische Bezirk Kałusz wurde aus folgenden Bezirken gebildet:
- Bezirk Kałusz (mit 41 Gemeinden)
- Teilen des Bezirks Rożniatów (Gemeinden Broszniów, Hołyn, Tużyłów und Kotiatycze)
- Bezirk Wojniłów (mit 21 Gemeinden)
- Teilen des Bezirks Żurawno (Gemeinden Wierzchnia, Zawadka und Zbora)

Der Bezirk Kałusz bestand bei der Volkszählung 1910 aus 70 Gemeinden sowie 54 Gutsgebieten und umfasste eine Fläche von 1183 km². Hatte die Bevölkerung 1900 noch 87.161 Menschen umfasst, so lebten hier 1910 97.421 Menschen. Auf dem Gebiet lebten dabei mehrheitlich Menschen mit ruthenischer Umgangssprache (81 %) und griechisch-katholischem Glauben, Juden machten rund 8 % der Bevölkerung aus.
Am 19. September 1907 wurde die Bildung eines neuen Gerichtsbezirkes Krasna gebildet aus 14 Gemeinden des bestehenden Gerichtsbezirkes Kałusz angekündigt, diese Maßnahme wurde jedoch nicht mehr bis zur Auflösung des Bezirkes umgesetzt.

## Ortschaften
Auf dem Gebiet des Bezirks bestanden 1910 Bezirksgerichte in Kałusz und Wojniłów (sowie ein geplantes in Krasna), diesen waren folgende Orte zugeordnet:
Gerichtsbezirk Kałusz:
- Bania
- Bereżnica Szlachecka
- Berłohy
- Bołochów
- Chocin
- Dobrowlany
- Dołhe Kałuskie
- Hołyn
- Grabówka
- Jasień
- Jaworówka
- Kadobna
- Markt Kałusz
- Kałusz Nowy
- Kamień
- Kopanka
- Krasna
- Kropiwnik
- Landestreu
- Łdziany
- Majdan
- Mościska
- Mysłów
- Niebyłów
- Nowica
- Petranka
- Podhorki
- Podmichale
- Pójło
- Przysłup
- Równia
- Rypianka
- Siwka Kałuska
- Śliwki
- Słoboda Niebyłowska
- Słoboda Równiańska
- Stańkowa
- Topolsko
- Tużyłów
- Ugartsthal
- Uhrynów Średni
- Uhrynów Stary
- Wierzchnia
- Wistowa
- Zagórze
- Zawadka
- Zawój
- Zbora

Gerichtsbezirk Wojniłów:
- Babin
- Ćwitowa
- Dąbrowa
- Dołha Wojniłowska
- Dołpotów
- Dołżka
- Dubowica
- Humenów
- Łuka
- Medynia
- Moszkowce
- Niewgowce
- Perekosy
- Przewoziec
- Seredne
- Siółko
- Siwka Wojniłowska
- Słobódka
- Studzianka
- Tomaszowce
- Markt Wojniłów

Der Gerichtsbezirk Krasna war bereits geplant und sollte aus folgenden Gemeinden des Gerichtsbezirks Kałusz bestehen:
- Grabówka
- Jasień
- Kamień
- Krasna
- Łdziany
- Majdan
- Niebyłów
- Petranka
- Przysłup
- Równia
- Śliwki
- Słoboda Niebyłowska
- Słoboda Równiańska
- Topolsko